# Oscarinus matiganae
Oscarinus matiganae är en skalbaggsart som beskrevs av Matthew J. Paulsen 2006. Oscarinus matiganae ingår i släktet Oscarinus och familjen Aphodiidae. Inga underarter finns listade i Catalogue of Life.